# Pornhub
Pornhub – pornograficzny serwis internetowy umożliwiający publikację i oglądanie amatorskich bądź profesjonalnych filmów pornograficznych na zasadzie UGC. Opiera się ona na technologii HTML5.

## Historia
Pornhub został założony przez programistę Matta Keezera jako strona internetowa firmy Interhub. Został uruchomiony 25 maja 2007. W przypadku wielu treści dostęp jest bezpłatny, wiąże się to z ograniczeniami oglądanej rozdzielczości wideo, a zyski czerpane są wyłącznie z niewielkiej liczby reklam oraz kont premium.
Serwis jest obecny w przestrzeni publicznej za sprawą publikacji danych o najchętniej wyszukiwanych frazach czy preferencjach seksualnych jego użytkowników. W celu publikacji tych danych opracowano pozbawiony pornografii podserwis Pornhub Insights. Serwis bywa także znany z kampanii reklamowych i aktywności w mediach społecznościowych, które jako niezawierające treści erotycznych, są często obecne w środkach masowego przekazu i stają się obiektem publicznej dyskusji.
W 2017 portal uruchomił podstronę Pornhub Sexual Health Center, na której publikowane mają być treści dotyczące bezpiecznego seksu, chorób przenoszonych drogą płciową i natury związków, redagowane przez specjalistów w dziedzinie edukacji seksualnej. Inicjatywę podjęto z uwagi na dużą oglądalność pornografii przez młodzież, która czerpała z niej wiedzę o seksualności.
Serwis sponsoruje także opracowywanie innowacyjnych gadżetów erotycznych, ponadto podjął nieudaną próbę społecznościowego sfinansowania wyprawy kosmicznej w celu nakręcenia w kosmosie pierwszego filmu pornograficznego.
Na początku października 2017 serwis zaczął ujarzmiać technologie rozpoznawania twarzy metodą machine learning. Zostało przeskanowanych przeszło 50 tys. filmów z dobrym rezultatem, dlatego też twórcy serwisu zapowiadają, że w niedalekiej przyszłości planują przeskanować wszystkie ponad 5 mln filmów retransmitowanych w serwisie.

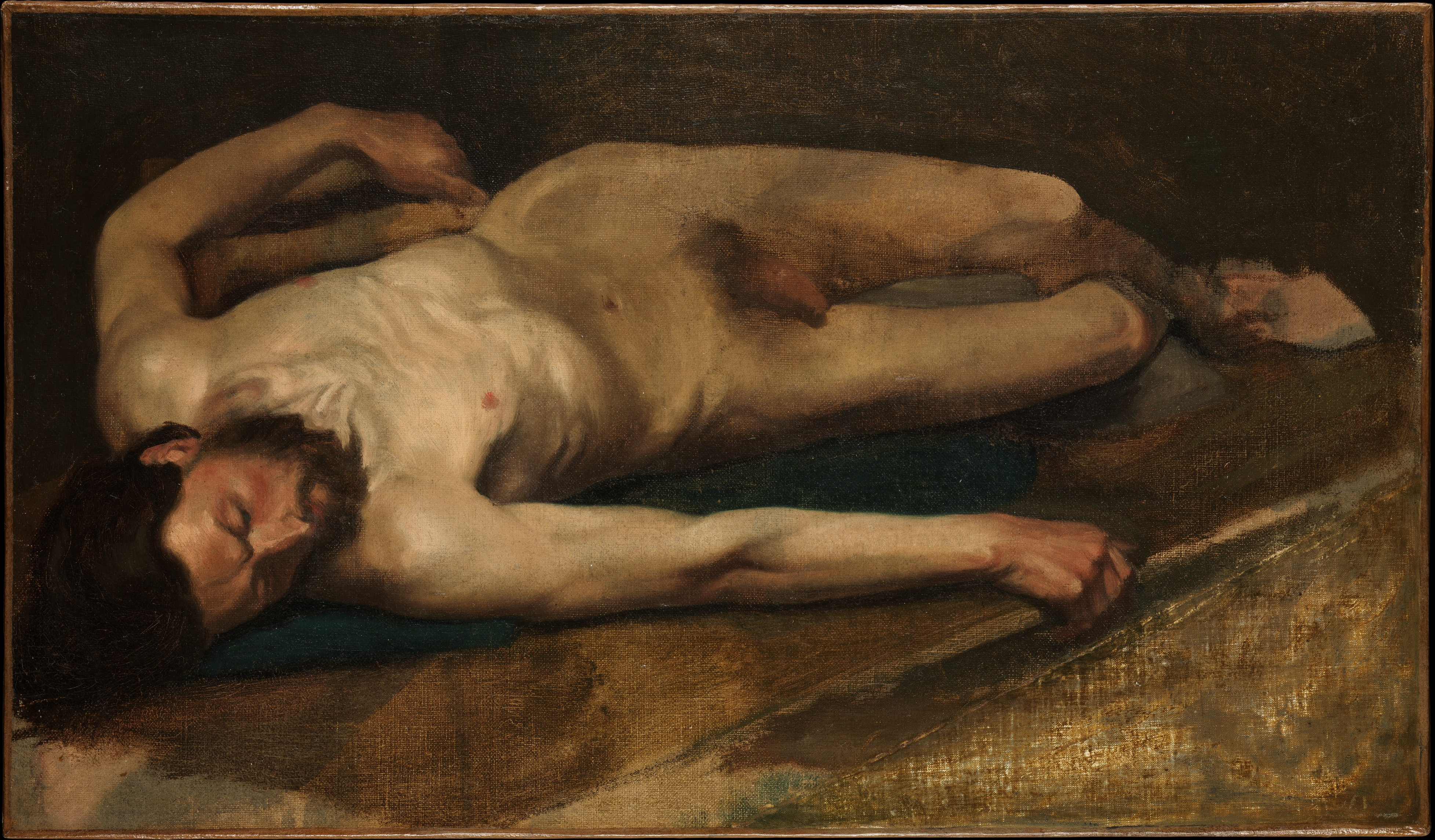
Nagi mężczyzna Degasa: jeden z wzorców serii „muzealnych” filmów Pornhuba

W 2021 serwis dodał sekcję z pornograficzną wizualizacją klasycznych arcydzieł wystawianych w najsłynniejszych galeriach sztuki: np. tycjanowska Wenus z Urbino z florenckiej Galerii Uffizi masturbuje się przed widzem, zaś wizerunek Degasa nagiego mężczyzny z penisem, obecnie w nowojorskiej galerii Met, ożywia się w scenę fellatio. Inicjatywa ta wywołała liczne protesty oraz pozwy ze strony niektórych europejskich muzeów, powołując się m.in. na włoskie przepisy o ochronie dziedzictwa kulturowego (Codice Urbani).

## Oskarżenia o łamanie praw autorskich
W 2010 Mansef Inc. and Interhub, właściciele Pornhuba, zostali oskarżeni przez firmę Ventura Content o złamanie praw autorskich do 45 filmów, w związku z ich zamieszczeniem na stronach, takich jak pornhub.com, keezmovies.com, extremetube.com i tube8.com. Według Ventura Content filmy te zostały wyświetlone „dziesiątki milionów razy”, co, jak twierdzili, „zagraża całej branży”.